# Тишин, Игорь Николаевич
Игорь Николаевич Тишин(род. 19 сентября 1958, Васильполье, Гомельская область) — современный белорусский художник, с 1999 года живет и работает в Бельгии.
Т. Кондратенко назвала живописную манеру Тишина «стилистическим коктейлем»: «суровый стиль», композиционные аллюзии футуризма и конструктивизма, арте повера, ар-брют, наряду с этим часто имитируя профанное или аутсайдерское искусство".

## Биография
Родился в 1958 году на хуторе Васильполье (Беларусь).

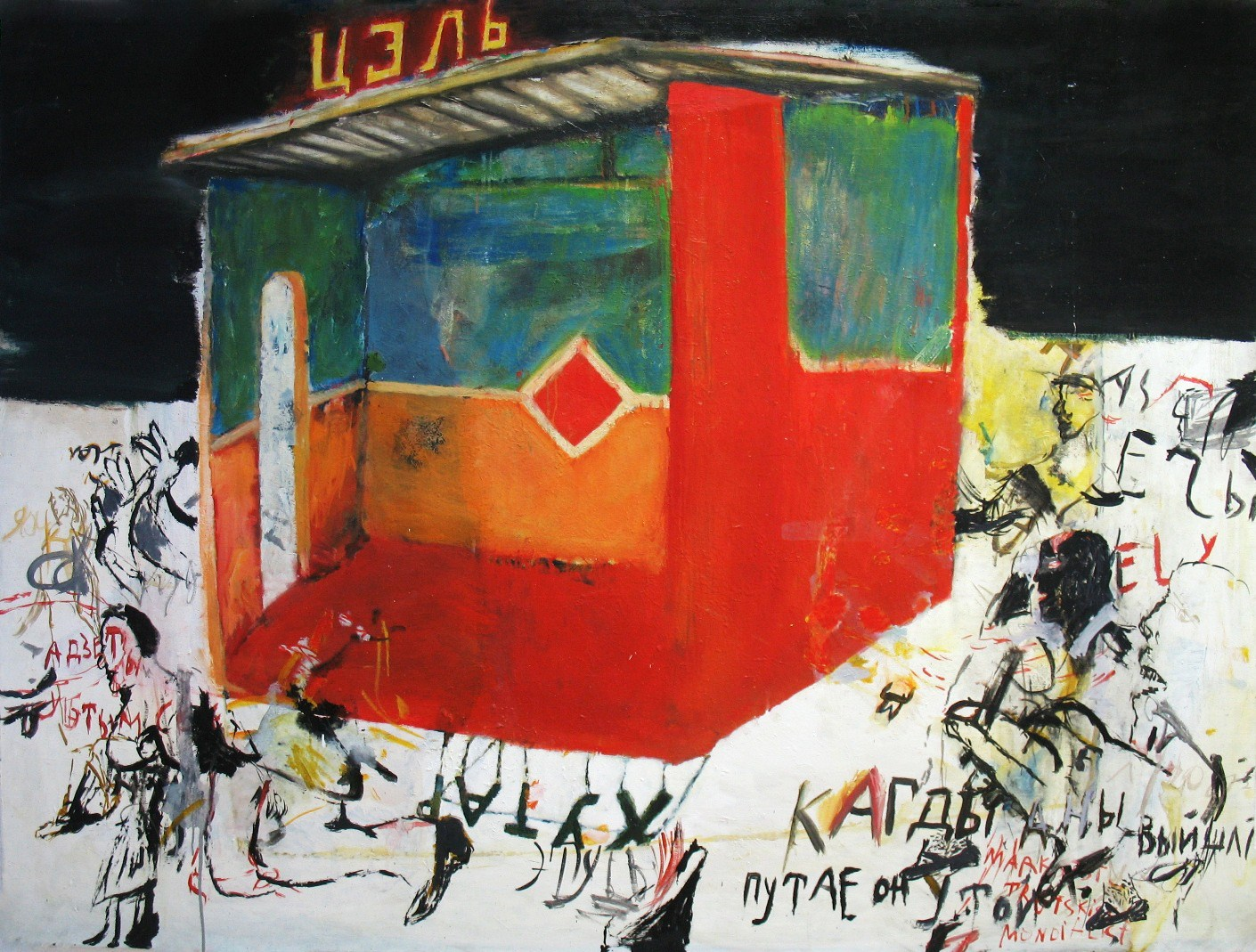
Igor Tishin - Le but (Bus stope) 150x200

В 1978 году закончил Минское художественное училище.
В 1983 году Белорусский государственный театрально-художественный институт в Минске.
В 1986—1991 годах работал преподавателем Минского художественного училища.
В 2005 году представлял Беларусь на 51-й Биеннале современного искусства в Венеции.
В 2015 году — на международном Платоновском фестивале в Воронеже.
Работы находятся в Национальном художественном музее в Минске, в Музее современного искусства в Минске, в Музее современного русского искусства в Нью Джерси (США), в доме-музее В. Мейерхольда в Пензе.
Сотрудничает с галереями:
11.12 GALLERY (Москва), Zedes gallery (Брюссель, Бельгия), Frédéric Storme gallery (Лиль, Франция), A & V галерея (Минск, Беларусь).
В настоящее время живёт и работает в Брюсселе и Санкт-Петербурге.

## Персональные выставки
2017
«Разве Можно Верить Пустым Словам Балерин». Галерея Борей, Санкт-Петербург
2015
«Оборотное движение», галерея A&V, Минск, Беларусь
Untitled, Галерея Zedes, Брюссель, Бельгия
«Человеческое вещество» галерея Х. Л.А. М. Воронеж
2014
«Рай» 11.12 GALLERY, Винзавод. Москва

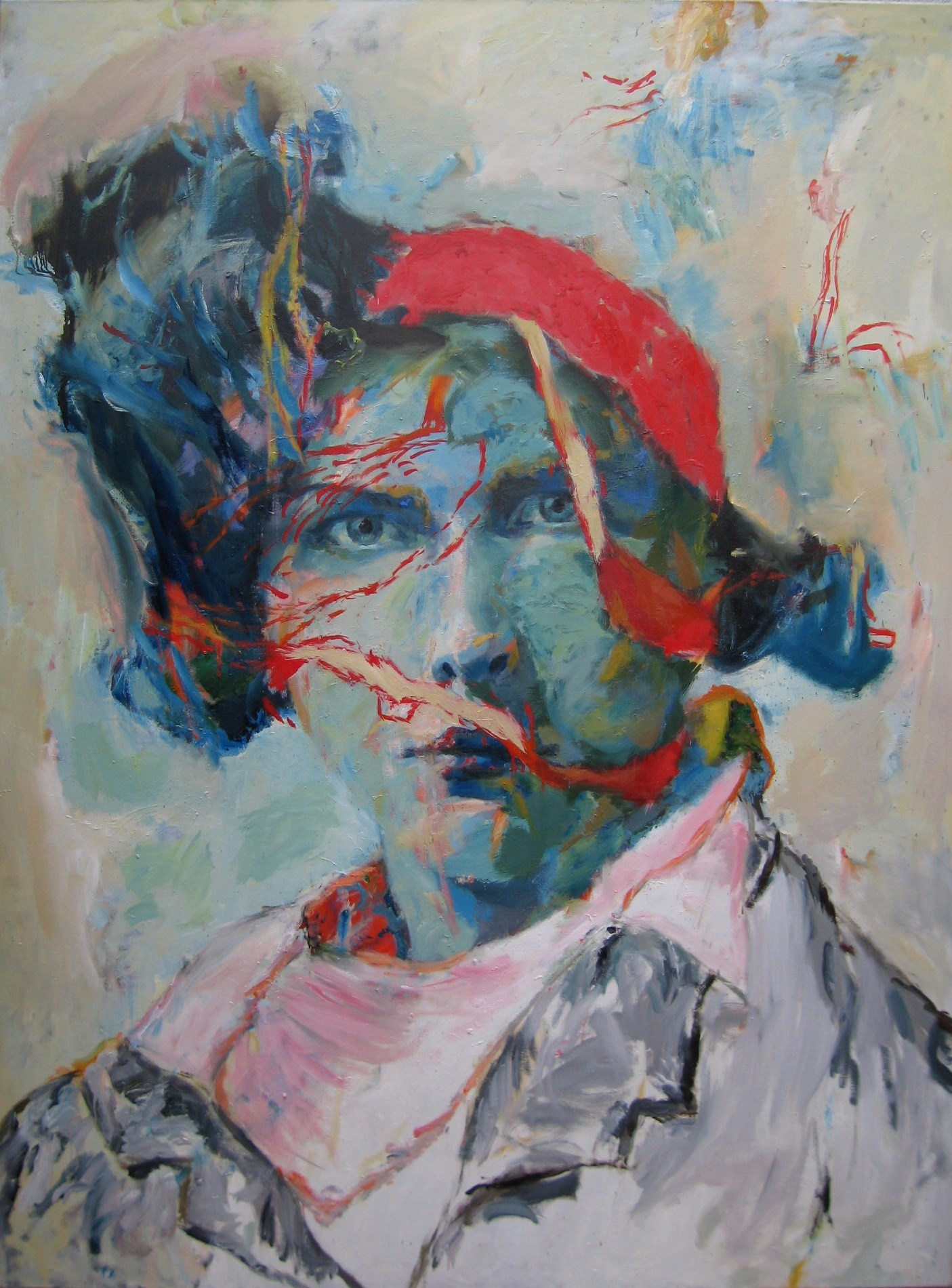
Igor Tishin Leni-Chapeau Rouge 200x160

Живопись, Галерея Frederic Storme. Лиль, Франция
2013
Живопись, Галерея Barbarian art. Цюрих, Швейцария
2012

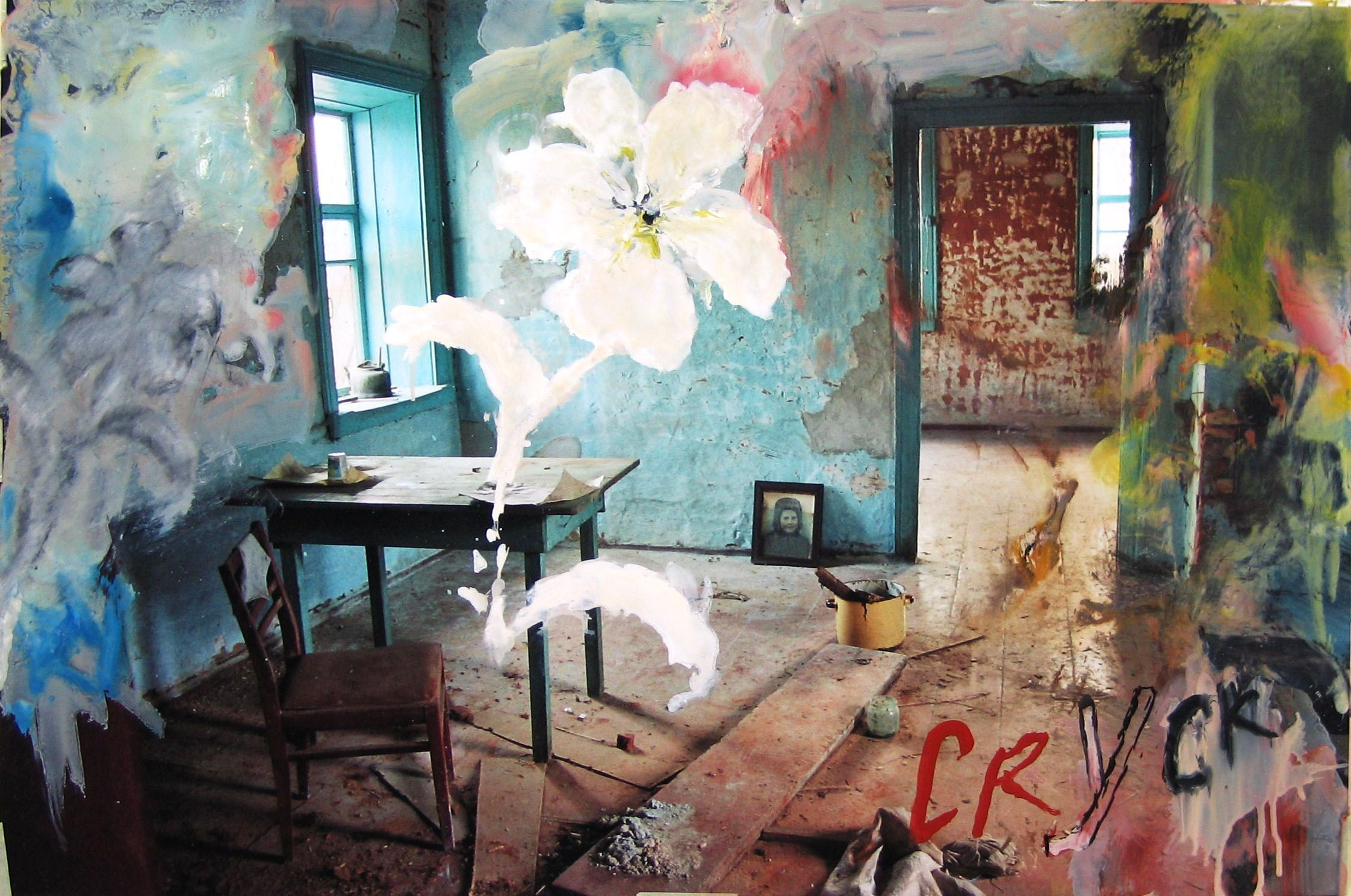
Кризис в раю. 2009. Принт, масло, 50,5x75 см.

Untitled, Галерея Covart, Люксембург
Живопись, Галерея Zedes, Брюссель, Бельгия
2010
Живопись, Fa gallery, Кювейт-сити, Кувейт
Живопись, Галерея Group-2 , Брюссель
2010
«Цель», Музей современного искусства, Минск, Беларусь
Untitled, Галерея Frederic Storme, Лиль, Франция
2009
«Кризис в раю», галерея Colourblind, Дюссельдорф, Германия
Untitled, Галерея Espace Blanche, Брюссель, Бельгия
2008
Живопись, Галерея Barbarian-art, Цюрих, Швейцария
Untitled, Group-2 Gallery, Брюссель, Бельгия
2005
Живопись, Галерея Spectrum, Лондон, Англия

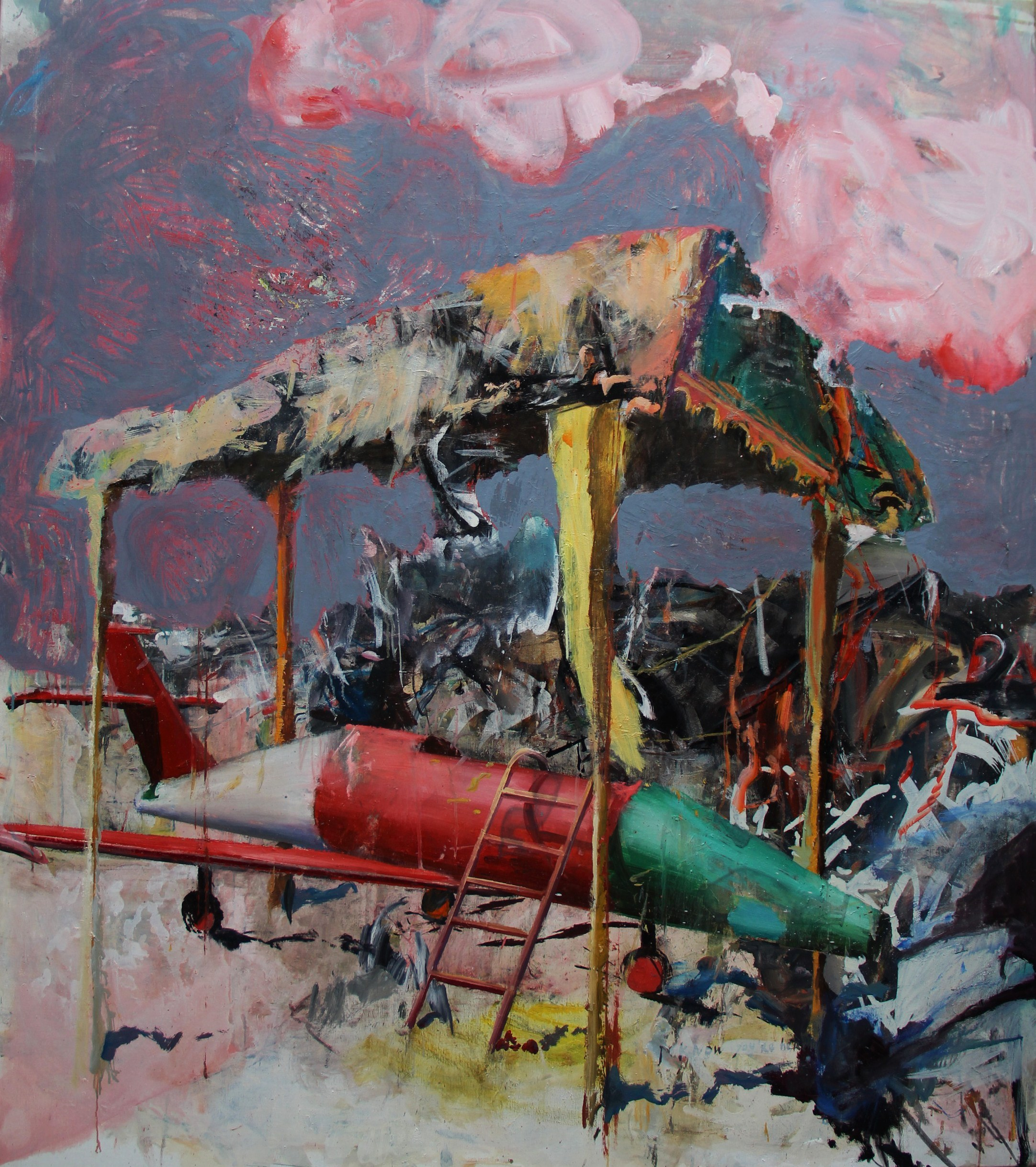
Igor Tishin - Panama. Oil on canvas, 170x150 cm

Живопись, Галерея Royden Prior, Итон, Англия
2002
Untitled, Галерея Warstone , Хокли, Бирмингем, Англия
1997
«Tischstill», кунстлерхаус Бозвиль, Швейцария
«Лёгкое партизанское движение», галерея Седьмой червяк. Минск, Беларусь
1992
Живопись, Национальный художественный музей. Минск, Беларусь

## Коллективные выставки
2015
«Check Point», галерея Chapelle de Boondael, Брюссель, Бельгия

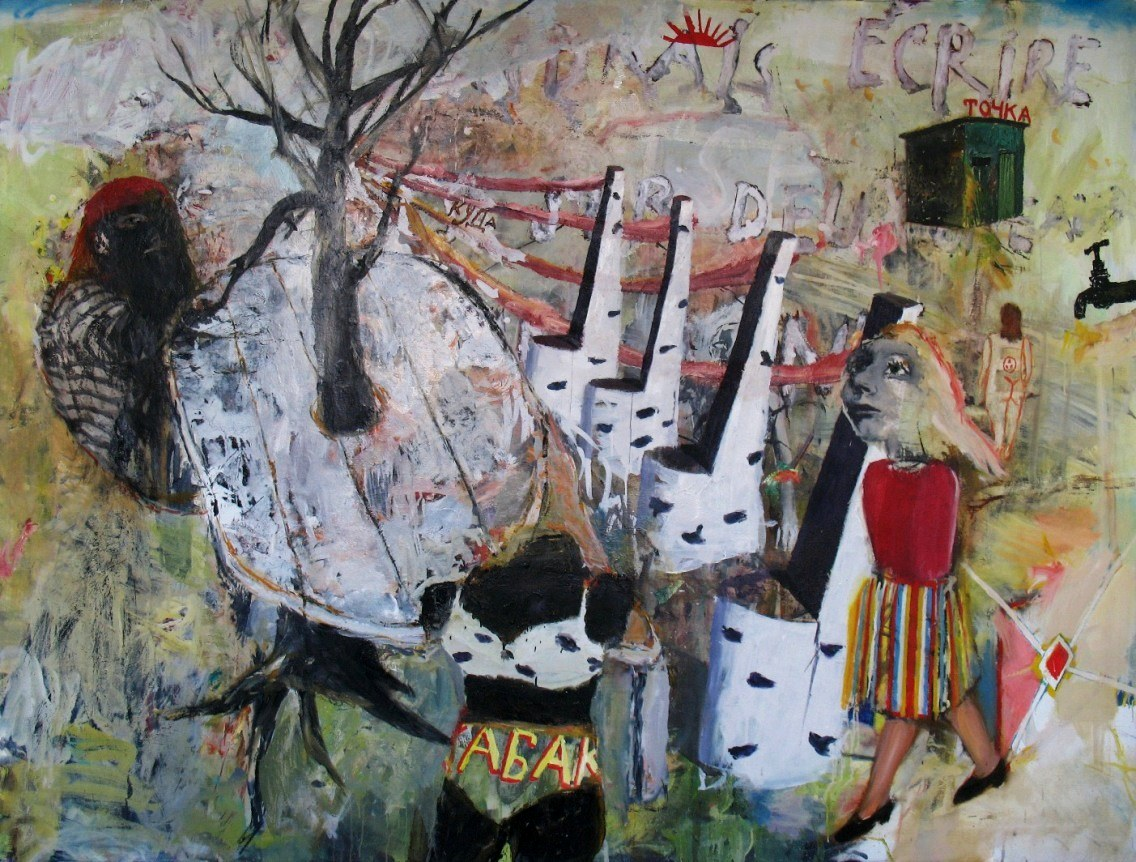
Igor Tishin - Pique-nique. 150x200

Untitled, Галерея Лили Закировой. Хёзден, Голландия
2014
«Сумма Сумарум», Центр современного искусства, Минск, Беларусь
Untitled, Галерея Artaban, Париж, Франция
2013
«Bazar», галерея Barbarian art, Цюрих, Швейцария
2010

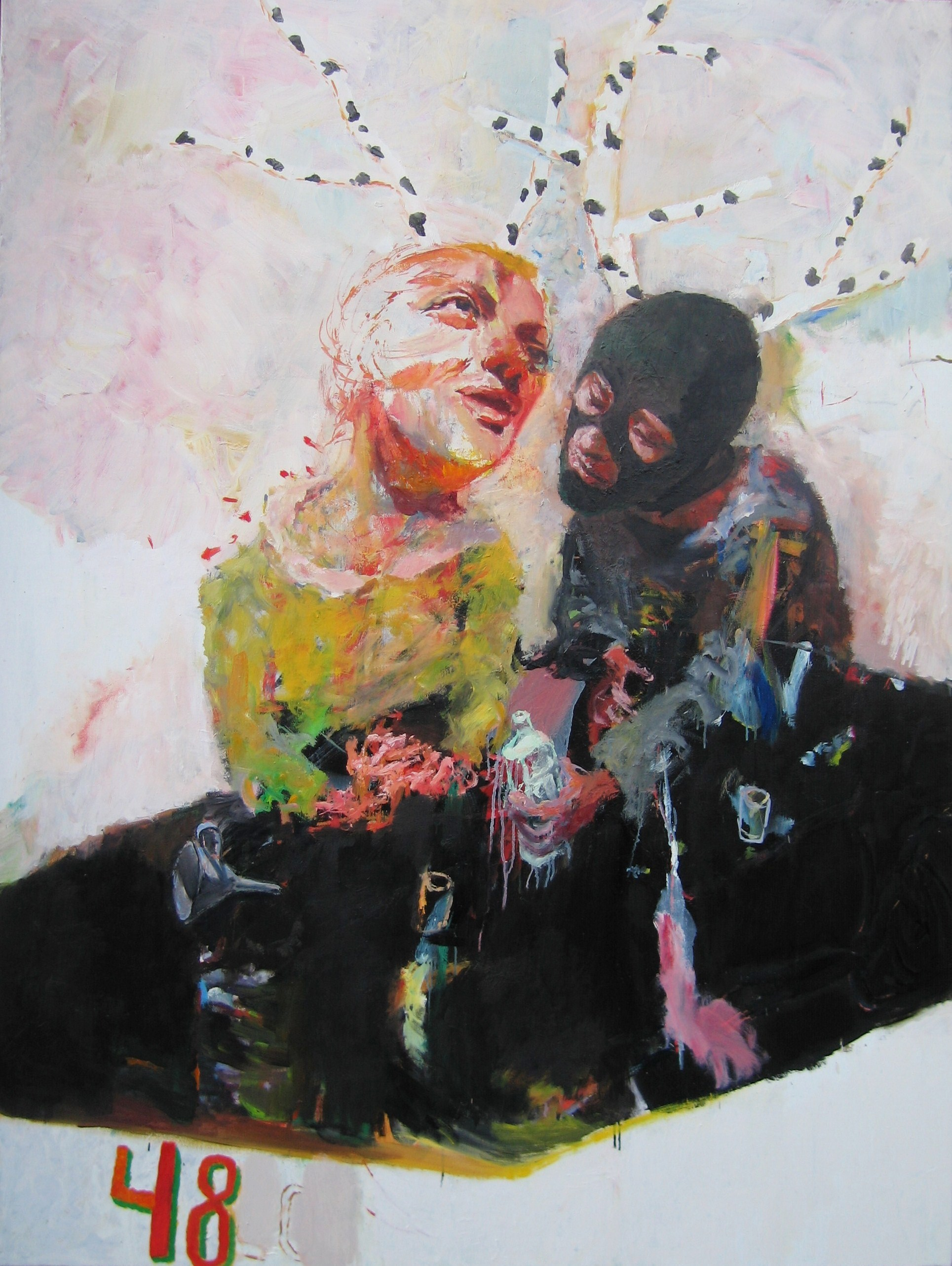
Igor Tishin - Conversation spirituele. Oil on canvas, 200x150

«Картина маслом», галерея «У», Минск, Беларусь
2005
51-я Биеннале в Венеции, Италия
Untitled, Галерея Link, Гент, Бельгия
2003
"Partisan-Art ", галерея Garde à vue, Клермон-Ферран, Франция
«Art from Minsk». Kunsthof- 88. Алмело, Голландия
1999
«New Art of Belarus», Центр современного искусства, Варшава, Польша
1996
«Бел-арт-транзит», Центральный Дом художника, Москва
1995
«На галерее», Национальный художественный музей, Минск, Беларусь
1994

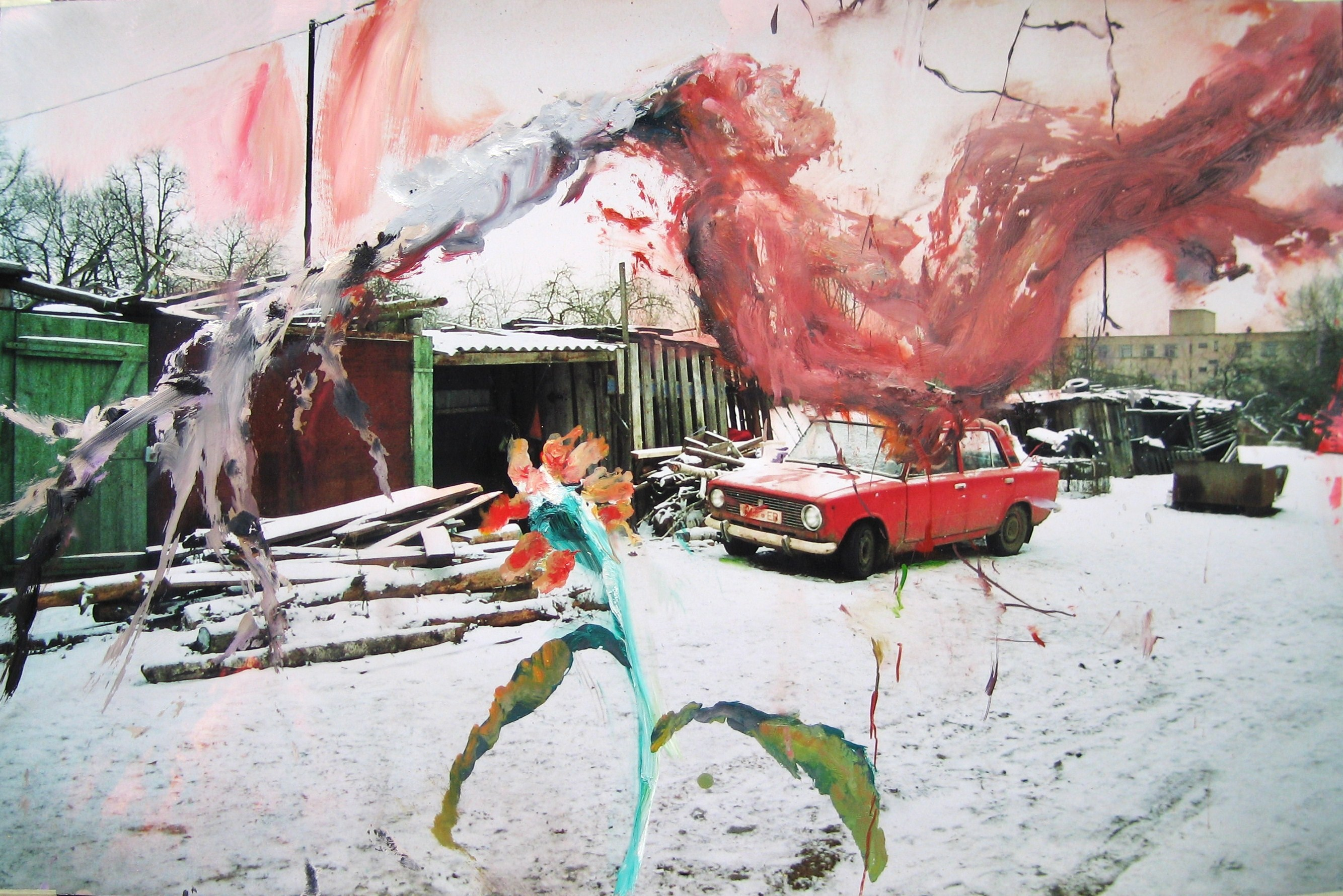
Igor Tishin. Crisis in Paradise(1) 50,5x75, oil on photoprint, 2009

«Liebschaft», Дворец искусства, Минск, Беларусь
1992
«Уроки нехорошего искусства», Дворец искусства, Минск, Беларусь